# Географический центр Украины

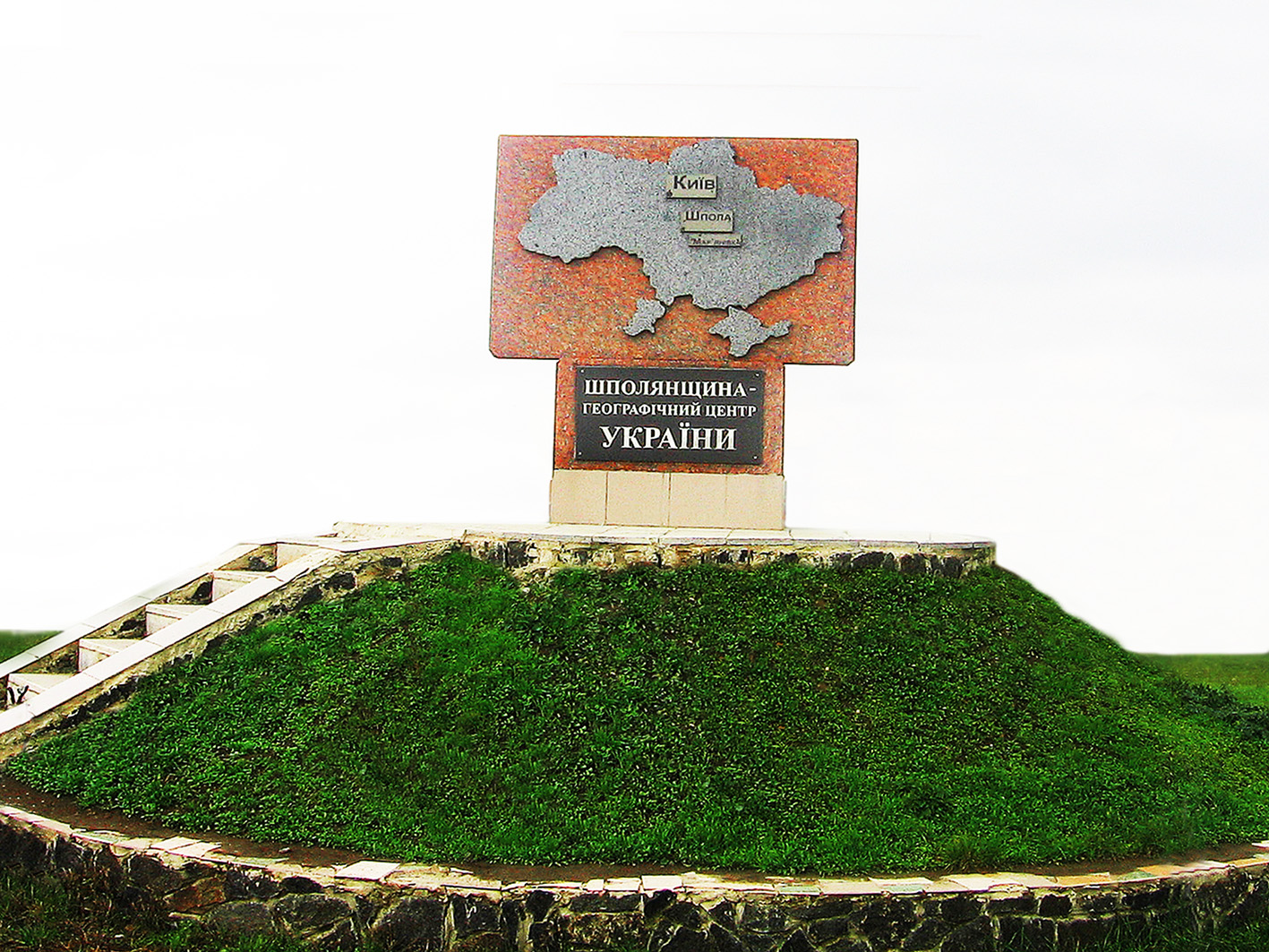
Знак на въезде в город Шпола

Географический центр Украины, согласно данным Государственного комитета природных ресурсов, располагается по координатам 49°01′39″ с. ш. 31°28′58″ в. д., в селе Марьяновка Звенигородского района Черкасской области.
В 2012 году на данном месте начали возводить одноимённый историко-географический комплекс.

## История
- 1993 — впервые было установлено, что географический центр Украины находится на территории Черкасской области.
- 1994 — информация об этом была предана огласке.
- 2002 — были проведены исследования «Географические центры Украины», тогда же было определено, что точка располагается в северных окраинах города Шпола.
- 16 октября 2003 — на заседании Национального совета географических названий определение было утверждено.
- Июль 2004 — по результатам деятельности рабочей группы учёных Киевского научно-исследовательского института геодезии и картографии было установлено, что центр находится на территории села Марьяновка.
- 1 июля — в поле села Марьяновка закопали капсулу с установленным оборудованием для демаркации.
- 24 августа — на въезде в город Шпола был установлен памятный знак «Шпола — географический центр Украины».
- 20 мая 2005 — Государственным комитетом природных ресурсов был вынесен приказ, подтверждающий местоположение географического центра с указанием «в справочных, статистических, учебных и официальных изданиях использовать определённый центр территории Украины»[1].
- 19 октября — Национальной академией наук Украины подтверждено государственное признание местоположения географического центра.

## Галерея

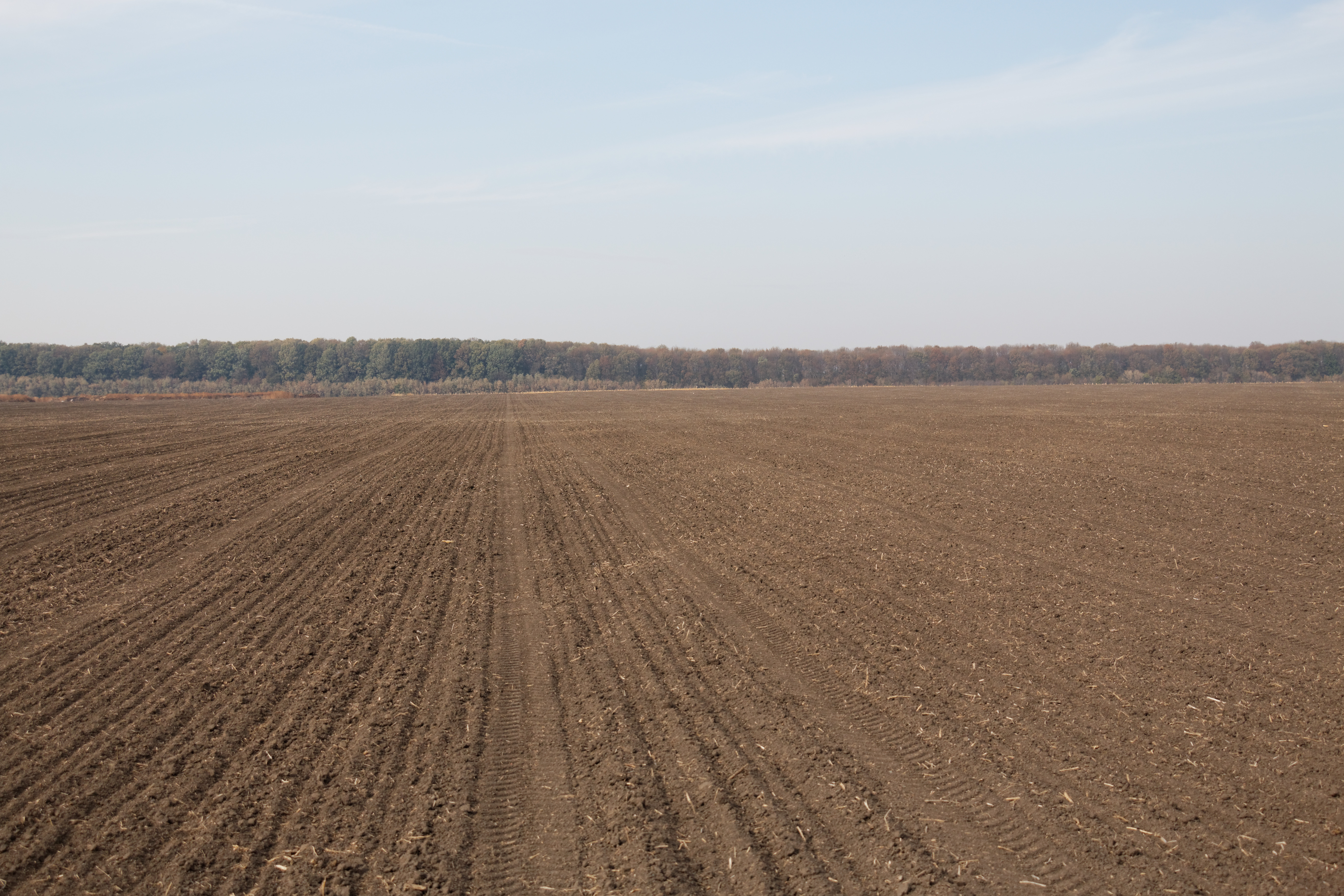
Географический центр Украины, вид на север
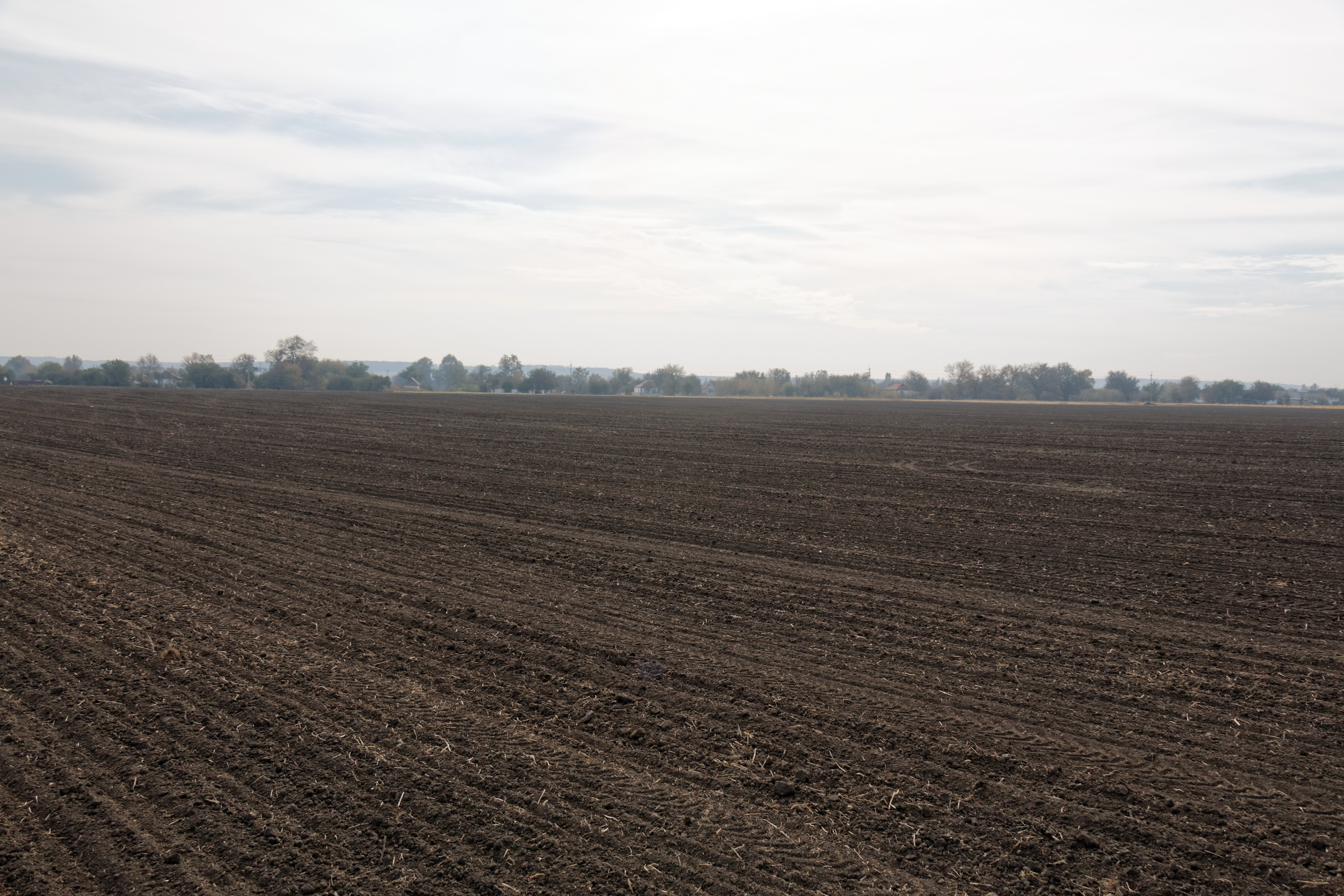
Вид на юг